# III Cumbre de la CELAC de 2015
La III Cumbre de la Comunidad de Estados Latinoamericanos y Caribeños (CELAC) se realizó en Belén, Costa Rica los días 28 y el 29 de enero de 2015.
Fue organizada por el Gobierno de Costa Rica, encabezada por el presidente Luis Guillermo Solís y el ministro de Relaciones Exteriores. En ese entonces, Costa Rica tenía la presidencia pro tempore de Celac, la cual traspasó a Ecuador.
La periodista Glenda Umaña fue la maestra de ceremonias, según confirmó el gobierno de Costa Rica. Umaña no cobró por realizar este trabajo.
Para la cumbre se acreditaron más de 1200 corresponsales de medios de comunicación locales e internacionales. Además de la contratación de 226 chóferes, 200 edecanes y varios hoteles y empresas costarricenses para la organización de la cumbre.

## Países participantes
Los países que no nombran a sus presidentes asistieron con delegaciones encabezadas por sus cancilleres o primeros ministros.
- Antigua y Barbuda
- Argentina
- Bahamas
- Barbados
- Belice
- Bolivia (presidente Evo Morales)
- Brasil (presidenta Dilma Rousseff)
- Chile (presidenta Michelle Bachelet)
- Colombia (presidente Juan Manuel Santos)
- Costa Rica (presidente Luis Guillermo Solís)
- Cuba (presidente Raúl Castro)
- Dominica
- Ecuador (presidente Rafael Correa)
- El Salvador
- Guatemala (presidente Otto Pérez)
- Granada
- Guyana
- Haití (presidente Michel Martelly)
- Honduras (presidente Juan Hernández)
- Jamaica
- México
- Nicaragua (presidente Daniel Ortega)
- Panamá (presidente Juan Carlos Varela)
- Paraguay
- Perú
- República Dominicana (presidente Danilo Medina)
- San Cristóbal y Nieves
- Santa Lucía
- San Vicente y las Granadinas
- Surinam
- Trinidad y Tobago
- Uruguay (presidente José Mujica)
- Venezuela (presidente Nicolás Maduro)

## Principal Objetivo
El principal objetivo de la CELAC 2015 fue como dar seguridad alimentaria y tratar de erradicar la pobreza y el hambre.